# Комодо уређивање
Комодо уређивање (Komodo Edit) бесплатан је уређивач текста за динамичке програмске језике. Представљен је у јануару 2007. да допуни Active State-ов комерцијални Комодо ИРО. Од верзије 4.3, Комодо уређивање је изграђено на врху пројекта Отворени Комодо. Многе од Комодових карактеристика су изведене из уграђеног Пајтоновог преводиоца.
Отворени Комодо користи Mozilla и Scintilla базу кодова јер они деле многе карактеристике и подршку истих језика (укључујући, Perl, PHP, Руби, Tcl, SQL, Smarty, CSS, HTML и XML) и operating systems (Линукс, OS X и Windows). Уређивачка компонента је имплементирана помоћу Netscape Plugin Application Programming Interface (NPAPI), са Scintilla игледом уграђеним у XML User Interface Language (XUL) интерфејсом на исти начин као веб прикључак прегледача.
 И Комодо уређивање и ИРО подржавају корисничко прилагођавање преко прикључака и макроа. Комодо прикључци су засновани на Mozilla Add-ons и екстензије да се претраже, преузму, подесе, инсталирају и ажурирају у оквиру саме апликације. Доступне екстензије укључују списак функција, pipe карактеристике, подршку за додатни језик и побољшања корисничког интерфејса.
Комодо ИРО има функције које постоје у интегрисаном развојном окружењу (ИРО), као што су интегрисана дебагер подршка, Објектни модел документа (ОМД) прегледач, интерактивне љуске, контрола интеграција изворног кода, као и способности да изаберете мотор који се користи за покретање регуларних израза, да осигура компатибилност са коначном циља развоја. Комерцијална верзија такође додаје код претраживање, претраживач базе података, сарадњу, подршку за многе популарне контролне системе изворног кода и још много тога . Независне имплементације неких од ових функција, као што су уредник базе података, гит подршка и даљински приступ FTP фајлу, доступни су у бесплатној верзији путем система прикључака екипе Комодо уређивања.